# TRS 2
TRS 2 (Tetrahedron Research Satellite 2), também denominado de ERS 5, foi um satélite artificial estadunidense lançado em 9 de maio de 1963 por meio de um foguete Atlas-Agena B a partir da Base da Força Aérea de Vandenberg.

## Características
O TRS 2 foi o segundo membro de sucesso da família de satélites ERS (Environmental Research Satellites), pequenos satélites lançados como carga secundária junto com satélites maiores para fazer testes de tecnologia e estudos do ambiente espacial. O TRS 2 foi lançado junto com outros satélites no mesmo foguete, incluindo o TRS 3. Levava um único experimento a bordo consiste em 132 células solares em diferentes configurações para investigar os efeitos que o espaço tinha nelas, mas também foi usado para estudar os efeitos da pressão da radiação solar na órbita do satélite. O TRS 2 retornou dados sobre o experimento com células solares durante os primeiros 92 dias em órbita. Foi injetado em uma órbita inicial de 3705 km de apogeu e 3614,7 km de perigeu, com uma inclinação orbital de 87,43 graus e um período de 87,43 minutos. Reentrou na atmosfera em 11 de novembro de 2011.